# Aftonbladet
«Aftonbladet» (Афтонбладет, укр. Вечірній листок) — шведський таблоїд, заснований Ларсом Юганом Єртом у 1830 році під час модернізації Швеції. Сьогодні газета визнає себе як незалежна соціал-демократична і найбільша щоденна газета в Скандинавії (згідно з Tidningsstatistik AB, шведською статистичною компанією). Газетою Aftonbladet володіють Шведська конфедерація профспілок та норвезька медіа-група «Schibsted». У 2006 році в газети було 1425000 щоденних читачів (дослідження Orvesto 2005:2), що приблизно дорівнює 15 % населення Швеції.

## Публікації в Інтернеті
«Aftonbladet» почала видаватися в Інтернеті досить рано. Вперше стаття була опублікована в Мережі 25 серпня 1994 року і основний новинний сервіс є безкоштовним. У міру розвитку сайт aftonbladet.se за різними дослідженнями періодично оцінювався як один з п'яти найбільш відвідуваних шведських сайтів. Також Aftonbladet.se на думку самого сайту є найвідвідуванішим сайтом Європи.